# Raf Camora
RAF Camora (настоящее имя Рафаэль Рагуччи) — австрийский рэп-исполнитель. Также выступает под псевдонимом RAF 3.0.

## Ранние годы и начало карьеры
Рагуччи родился в Вейвее, Швейцария. Его отец был австрийцем родом из Воральберга, мать — итальянкой из Неаполя. Рагуччи обосновались в Вене в 1997 году, и Рафаэль вырос в Рудольфсхайме-Фюнфхаусе. Под первым псевдонимом RAF Camora он основал хип-хоп группу с польским исполнителем Rapatoi. В 17 лет он оказался в команде French Connection, а вскоре и во франкоязычной Assaut Mystik. Он основал вместе с рэпером Джоши Мизу группу Balkan Express. Family Bizz стал его дебютным совместным альбомом с Assaut Mystik и Balkan Express. В 2006 году он выпустил свой EP Skandal при участии Emirez. В 2009 году он выпустил свой студийный альбом Nächster Stopp Zukunft как RAF Camora.

## RAF 3.0
В январе 2010 года он взял сценический псевдоним RAF 3.0, отказавшись от прежнего имени, и подписал контракт с лейблом Irievibrations Records из Вены, с которым выпустил одноимённый альбом RAF 3.0 в 2012 году и Hoch 2 в 2013 году. Оба имели огромный успех в немецких, австрийских и швейцарских чартах.

## Indipendeza
Вернувшись к своему первоначальному имени RAF Camora, в 2013 году он основал собственный рекорд-лейбл Indipendenza. Рагуччи анонсировал свой четвёртый студийный альбом Ghøst в январе 2016 года. Альбом был выпущен 15 апреля 2016 года и дебютировал в топ-20 немецкоязычных стран Европы. Пятый студийный альбом исполнителя, Anthrazit, был выпущен в 2017 году и получил «золотой» статус в Германии и Австрии. Осенью 2019 года увидел свет шестой альбом Raf Camora под названием Zenit.

## Работа с Bonez MC
Рагуччи выпустил также два успешных альбома вместе с Bonez MC, участником рэп-группировки 187 Strassenbande, принимавшим участие в записи альбома Ghost. Palmen aus Plastik (2016) и Palmen aus Plastik 2 (2018) получили в Германии и Австрии платиновый и золотой статус соответственно.